# Чилоанго
Чилоанго, або Чілоанго (англ. Chiloango) — річка на заході Центральної Африки.

## Короткий опис
Чилоанго утворює найзахіднішу частину кордону між Демократичною Республікою Конго та Республікою Конго, а потім формує близько половини кордону між ДР Конго та ангольською провінцією Кабінда. Потім річка поділяє навпіл Кабінду, що робить її найважливішою річкою провінції.
Річка впадає в Атлантичний океан на північ від міста Каконго (Ангола).
Річка має назву Shiloango в ДР Конго, Chiluango в Анголі і Louango в Республіці Конго.